# 小珠光
小珠光（日语：／ Kotama Hikaru，1999年7月4日—），日本女性配音員。出身於埼玉縣。舊藝名。Earth Star Dream及該團體內組合前成員。身高152cm。B型血。

## 簡歷
2014年，在EARTH STAR Entertainment主辦的全國聲優大獎賽中獲得評審團特別獎，並作為Earth Star Dream成員活躍。此外，2017年1月，她與同樣來自Earth Star Dream的高尾奏音組成了團體。該團體的形象顏色為黃色。
2018年3月宣布退出，並於3月底經紀公司。4月1日起，將藝名改為，並加入DEARSTAGE。同時，的活動也被暫停。
自2019年電視動畫《暗芝居》以來，一直沒有值得關注的娛樂活動，截至2021年4月，她與DEARSTAGE的隸屬關係無法確認。

## 人物
喜歡的動畫是《銀魂》，喜歡的配音員是小松未可子。她的目標是與小松共演。
愛貓人士，養了4隻貓。

## 演出
粗體字表示主要角色。
團內活動詳情請參閱「Earth Star Dream」。

### 電視動畫
2015年
- 庭球社（佐藤胡桃[5]、體育委員）
- 血型小將ABO（2015年—2016年，女型、♀型、護士型）2系列

2016年
- 魔法少女什麼的已經夠了啦。（女子A、貓、貓頭目、海水浴客A）
- 兔龜（佐藤胡桃[6][7]、女學生C）

2017年
- 無責任銀河☆泰勒（斑鳩·植木·泰勒[8][9]）

2019年
- 暗芝居

### OVA
- 庭球社（2016年，佐藤胡桃）[注 1]

### 遊戲
- 逆轉奧賽羅尼亞（日语：逆転オセロニア）（2017年，萊克西亞）
- 遙遠異鄉Granvilier（2017年，美琴、雫、和葉）
- WAR OF BRAINS（日语：WAR OF BRAINS）（2018年，希望使徒亞妮）

### 廣播劇CD
- Earth Star Dream 情境喜劇廣播劇CD系列「冬」（2016年，小丹枝雛子）

### 廣播節目
※記號表示網路廣播。
- A&G ARTIST ZONE Earth Star Dream的THE CATCH（日语：A&G ARTIST ZONE THE CATCH）（2015年4月6日—6月29日，超！A&G+）※

### 舞台
- 舞台版庭球社 ～學姊與四處走走的時間們～ 導演剪輯版（2016年3月16日—3月21日，日本藝術專門學校（日语：日本芸術専門学校）大森校劇場）—飾 佐藤胡桃（二角）
- （2018年5月9日—13日，六行會大廳（日语：六行会#六行会ホール））—飾 平山樹

### 廣告
- 我不是說了能力要平均值嗎？（麥露[10][11]）

## 音樂作品
Earth Star Dream活動詳情請參閱「Earth Star Dream」，活動詳情請參閱。

### 角色歌曲
| 發行日期 | 商品名稱 | 歌                                                                                          | 樂曲                     | 備註                       |
| 2016年   | 2016年   | 2016年                                                                                      | 2016年                   | 2016年                     |
| -------- | -------- | ------------------------------------------------------------------------------------------- | ------------------------ | -------------------------- |
| 5月25日  |          | 兔龜高中網球社                                                                              | 「」                     | 電視動畫《兔龜》片頭主題曲 |
| 5月25日  | 「」     | 兔龜高中網球社                                                                              | 電視動畫《兔龜》相關歌曲 |                            |
| 5月25日  | 「」     | 兔龜高中網球社 feat. 古平助（高尾奏音）、馬場宮子（曾我部英理）、色葉似穗經土（愛原亞里沙） | 電視動畫《兔龜》相關歌曲 |                            |

## 腳註

## 外部連結
- 小珠光的X（前Twitter） （日語）[]
- 小珠光的Instagram帳戶 （日語）[]
- 小珠光｜EARSTAGE，存于 （日語）
- 小珠光｜Earth Star Entertainment，存于 （日語）
- （日語）—小珠光的官方個人部落格。
- （日語）—WEB THE TELEVISION（日语：ザテレビジョン）
- （日語）—WEB THE TELEVISION（日语：ザテレビジョン）
- 小珠ひかるの解説，存于 （日語）—goo人名事典
- 小出光 （页面存档备份，存于） （日語）—oricon
- 小出光 （页面存档备份，存于） （日語）—allcinema（日语：allcinema）
- 小珠光 （页面存档备份，存于） （日語）—allcinema（日语：allcinema）